# Torneo Nacional de Boxeo Playa Girón 1975
Das Torneo Nacional de Boxeo Playa Girón 1975 wurde vom 4. bis zum 10. Januar 1975 in Santiago de Cuba ausgetragen und war die 14. Austragung der nationalen kubanischen Meisterschaften im Amateurboxen.

## Medaillengewinner
Die Meistertitel wurden in elf Gewichtsklassen vergeben.
| Gewichtsklasse                  | Gold                   | Silber            | Bronze            |
| ------------------------------- | ---------------------- | ----------------- | ----------------- |
| Halbfliegengewicht (bis 48 kg)  | Jesús Ramos            | Luis E. Ramos     | Nardo Mestre      |
| Halbfliegengewicht (bis 48 kg)  | Jesús Ramos            | Luis E. Ramos     | Jorge Hernández   |
| Fliegengewicht (bis 51 kg)      | Ramón Duvalón          | Waldo Arias       | Héctor González   |
| Fliegengewicht (bis 51 kg)      | Ramón Duvalón          | Waldo Arias       | Rodolfo Estévez   |
| Bantamgewicht (bis 54 kg)       | Orlando Martínez       | Ramiro Ramos      | Danilo Diago      |
| Bantamgewicht (bis 54 kg)       | Orlando Martínez       | Ramiro Ramos      | Esmérido Castillo |
| Federgewicht (bis 57 kg)        | Mariano Álvarez        | Reynaldo Valiente | Miguel Álvarez    |
| Federgewicht (bis 57 kg)        | Mariano Álvarez        | Reynaldo Valiente | Marcial Torrizo   |
| Leichtgewicht (bis 60 kg)       | Norge Boudet           | Luis Echaide      | Bienvenido Lazo   |
| Leichtgewicht (bis 60 kg)       | Norge Boudet           | Luis Echaide      | Manuel Milián     |
| Halbweltergewicht (bis 63,5 kg) | Víctor Corona          | Duque Stable      | Onel Amaro        |
| Halbweltergewicht (bis 63,5 kg) | Víctor Corona          | Duque Stable      | José Gallinosa    |
| Weltergewicht (bis 67 kg)       | Emilio Correa Vaillant | Jesús Álvarez     | Lucio Sánchez     |
| Weltergewicht (bis 67 kg)       | Emilio Correa Vaillant | Jesús Álvarez     | Luis Torres       |
| Halbmittelgewicht (bis 71 kg)   | Luis Felipe Martínez   | Rolando Garbey    | Alejandro Lamouth |
| Halbmittelgewicht (bis 71 kg)   | Luis Felipe Martínez   | Rolando Garbey    | Pablo Aragón      |
| Mittelgewicht (bis 75 kg)       | Alejandro Montoya      | Reynaldo Rondón   | Roberto Gómez     |
| Mittelgewicht (bis 75 kg)       | Alejandro Montoya      | Reynaldo Rondón   | Ángel Romero      |
| Halbschwergewicht (bis 81 kg)   | Gilberto Carrillo      | Sixto Soria       | Gilberto Calderón |
| Halbschwergewicht (bis 81 kg)   | Gilberto Carrillo      | Sixto Soria       | Luis Valier       |
| Schwergewicht (über 81 kg)      | Ángel Milián           | Germán Duvergel   | Nancio Carrillo   |
| Schwergewicht (über 81 kg)      | Ángel Milián           | Germán Duvergel   | Benito López      |